# Universitätsarchiv Augsburg
Das Universitätsarchiv Augsburg ist zuständig für die Archivierung der Unterlagen aller Dienststellen, Einrichtungen und Gremien der 1970 gegründeten Universität Augsburg. Das Universitätsarchiv Augsburg ist ein öffentliches Archiv.

## Bestände
In seinen Beständen verwahrt es neben den bereits archivierten Unterlagen des Rektorats bzw. Präsidiums, der Universitätsverwaltung, der Fakultäten sowie den zentralen Einrichtungen und fächerübergreifenden Instituten auch die Aktenüberlieferung von Vorläufereinrichtungen auf dem Gebiet der Lehrerbildung, v. a. der Lehrerbildungsanstalt Lauingen (1824–1954), des Instituts für Lehrerbildung Lauingen/Augsburg (1954–1958) sowie der Pädagogischen Hochschule Augsburg (1958–1972). In der Bestandsgruppe „Nachlässe und Deposita“ werden die schriftlichen Nachlässe von ehemaligen Professorinnen und Professoren der Universität Augsburg (vereinzelt aber auch anderer Universitäten) sowie sonstigen wichtigen Persönlichkeiten aus dem engeren Umfeld der Universität zusammengeführt. Zum Bereich des Sammlungsguts gehört die Bestandsgruppe "Dokumentation", die analoge und zunehmend auch digitale Unterlagen, vorwiegend Druckschriften, zur Universität, dem Lehrpersonal und den Gebäuden umfasst. Die Tektonik des Universitätsarchivs runden die Bestandsgruppen "Studierende" (mit Unterlagen der Studierendenvertretung, den Fachschaften etc.) und Selekte (v. a. Fotos, Plakate, Pläne, audio-visuelle Medien, Prüfungsarbeiten) ab.
Insgesamt haben die Bestände des Universitätsarchivs derzeit einen Umfang von rund 2.000 lfm.
Das Universitätsarchiv ist eine Zentrale Einrichtung der Universität Augsburg und ist am Standort Alte Universität untergebracht. Die Benützung der Archivalien richtet sich nach dem Bayerischen Archivgesetz und der Benützungsordnung für das Universitätsarchiv Augsburg.